# Dicranota (Rhaphidolabis) brachyneura
Dicranota (Rhaphidolabis) brachyneura is een tweevleugelige uit de familie Pediciidae. De soort komt voor in het Oriëntaals gebied.